# Лазаревський Олександр Матвійович
Олекса́ндр Матві́йович Лазаре́вський (8 (20) червня 1834, Гирявка — 31 березня (13 квітня) 1902, Київ) — видатний український історик, генеалог, джерелознавець та видавець. Організатор національної архівної справи. Перший дослідник адміністративно-судового устрою Гетьманщини. Редактор кількох видань журналу Кіевская старина. Автор понад 400 наукових праць з історії України.
Праправнук сотника Красноколядинського Леонтія Лащинського. Близький знайомий та один із перших біографів поета Тараса Шевченка.

## Життєпис

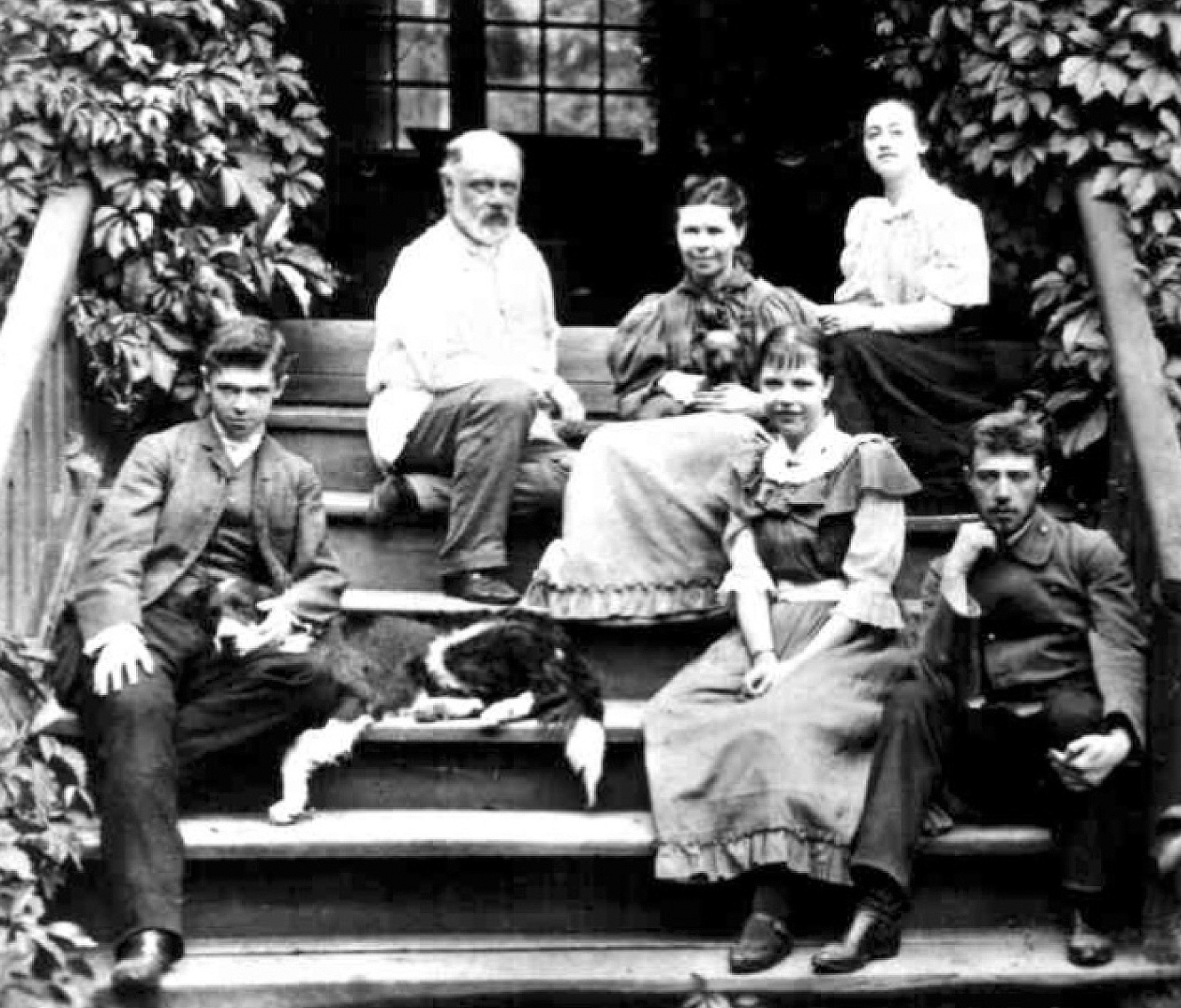
Родина Лазаревських. Зліва направо: Гліб, Олександр Матвійович, Ганна Миколаївна (дружина), Ганна, Катерина, Борис.

Народився у селі Гирявка Конотопського повіту Чернігівської губернії в сім'ї службовця з дрібнопомісних дворян, предки якого належали до козацько-старшинського роду Лазаревських та Лащинських. Тут він прожив до 7 років.
Сім'я у Лазаревських була велика і через брак коштів не було змоги мати учителя вдома для юного Олександра . Через це його 1842 року відвезли до старшого брата Федора, який в той час був студентом Харківського університету.
1844 поступив на навчання в перший клас Конотопської повітової школи, де провчився до 1846 року. У лютому 1850 року Лазаревський прийнятий до 3 класу Другої Петербурзької гімназії.
1 серпня 1854 року Олександр Матвійович вступив на історично-філологічний факультет Петербурзького університету, у 1858 році закінчив його. 15 вересня 1859 р. він був зачислений канцелярським урядовцем до Петербурзького Губернського правління, але менше ніж через рік, 22 червня 1860 року перейшов урядовцем до Археографічної комісії, яка тоді існувала при Департаменті Міністерства народної освіти.

Два портрети Олександра Лазаревського — 1858 і 1865 роки

12 листопада 1861 року Лазаревский обраний членом губернського статистичного комітету, що на той час були єдиною інституцією по губерніях, де могла проводитись науково-дослідницька робота з вивчення історії, етнографії та статистики відповідних регіонів.
7 червня 1865 року Лазаревського призначено на посаду губернського секретаря «по крестьянским делам Присутствия», а 21 червня того ж року й на посаду секретаря Чернігівського губернського статистичного комітету. В цей час він міг узятися за наукову та архівну працю і розгорнув її в широкому масштабі.
У вересні 1865 р. О. Лазаревський одружився з Катериною Федорівною Лащинською, яка була його сусідкою по Гирявці та родичкою по матері. Через це довелось просити дозволу на цей шлюб у архієрея. Діти: дочка Ганна (1868—1948), син Борис (1871—1936). 10 липня 1872 р. дружина померла від сухот.
У червні 1876 р. О. Лазаревский одружився вдруге, на 24-річній Ганні Миколаївні Шрамченко. У шлюбі народилися діти Гліб (1877—1949) і Катерина (1879—1939).
Працюючи в архіві Чернігівської Казеної палати, О. М. Лазаревський віднайшов там Рум'янцевський опис Малоросії 1765—1769 (який вважався втраченим), про що 16 листопада 1865 року робив відповідну доповідь на засіданні Статистичного комітету.
7 листопада 1866 року був призначений членом Полтавського окружного суду.
1868 став членом Конотопського повітового земства і упродовж 34-х років, до смерті, незмінно обирався гласним сільських повітових зібрань, а у 1874—1882 — представником Конотопського земства на губернських земських виборах.
З 1880 — у Києві, член судової палати. Член Історичного товариства імені Нестора-Літописця, один із засновників журналу «Киевская Старина», його редактор (1890—1891) та постійний дописувач.
О. М. Лазаревський з дружиною і дітьми.jpg
Через своїх братів, особливо Михайла, був близько знайомий з Тарасом Шевченком. Лазаревський був присутній при ньому, коли наближався день смерті поета і бачив його за півдоби до кончини, описав останній день його життя, зібрав перші матеріали до історії дитинства поета і супроводжував тіло його до Канева спільно з художником Честахівським.
Помер від запалення легень у Києві, похований у Гирявці. Бібліотеку та особистий архів заповідав Київському університету Святого Володимира (нині зібрана істориком колекція, що налічує понад 10 тисяч документів другої половини XVII—XVIII століть, зберігається в фонді № І Інституту рукопису Національної бібліотеки України ім. В. І. Вернадського).
Дніпровським істориком В. І. Вороновим було захищено кандидатську дисертацію «Науковий доробок О. М. Лазаревського в галузі археографії, джерелознавства та історіографії» (1996).

## Дослідження історії
О. М. Лазаревський — автор близько 450 праць і статей переважно з історії Лівобережної України 17-18 ст. Саме він відкрив Рум'янцевський «Опис Малоросії» (рос. «Описаніе Малороссіи»), що його вважали втраченим.
Головну увагу історик приділив дослідженню історії селянства — «Малоросійські посполиті селяни 1648—1788» (1866), козацької старшини і шляхти — «Нариси дворянських родів Чернігівської губернії» (1868), «Нариси малоросійських фамілій» (1875—1876), «Люди старої Малоросії» (1882—1888), колонізації та землеволодіння — «Опис старої Малоросії» (1888—1902), адміністративно-судового устрою Гетьманщини — «Суди в старій Малоросії» (1898) та ін. Л. видав важливі документальні публікації: «Щоденник М. Ханенка» (1884), «Сулимівський архів» (1884), «Мотижинський архів» (1890), «Щоденник генерального підскарбія Якова Марковича» (1893—1897), «Любецький архів графа Милорадовича» (1898) та ін.
В основі історичної концепції Лазаревського лежала ідея народництва. У своїх працях історик підкреслював визиск українського селянства з боку козацької старшини і як результат — неприхильне ставлення до Гетьманщини та її діячів («Замітки про Мазепу», 1878; «Павло Полуботок», 1880). Зосереджуючись в основному на соціально-економічних проблемах, Лазаревський менше уваги звертав на політичний занепад Гетьманщини внаслідок колоніальної політики російського уряду. Це зумовило деяку однобокість історичної концепції вченого, що підкреслювала українська історіографія, хоча високо оцінила його вклад у розвиток історичної науки в Україні.
Заслугою Лазаревського є те, що він ввів у наукове користування велику кількість документів, архівних матеріалів, які мають велике значення у вивченні історії Лівобережної України другої половини XVII—XVIII століть. Саме він відкрив дворянські фальсифікації історії України (спираючись на архівні матеріали).
305 праць вченого опубліковані на сторінках видання «Кіевская старина».

## Бібліографічна діяльність
Почав займатися бібліографією з юнацьких років. У 1853 році, навчаючись у старших класах гімназії, надрукував у «Черниговских губернських відомостях» свій «Опыт указателя источников для изучения Малороссийского края в историческом и географическом отношениях». Цим посібником молодий бібліограф прагнув «принести хотя малую лепту на пользу науки…». До покажчику ввійшла російська та українська книжково-журнальна література — історична і бібліографічна, а також роботи з географії, статистики та етнографії — всього 154 джерела.
Цей «Опыт», поклав початок історичній бібліографії в Україні. Про нього позитивно відгукувався «Журнал Министерства народного просвещения», історик-славіст О. М. Бодянський та російський бібліограф Г. М. Геннаді.
Після позитивних відгуків про «Опыт», Лазаревський поставив за мету розширити свою працю. Поступивши до університету, він отримав вихід до Петербурзької публічної бібліотеки.
Займаючись в бібліотеці, він обробляє першу частину свого покажчика (російську). У 1858 р. надсилає перший випуск «Указателя источников для изучения Малороссийского края» О. М. Бодянському.
В цьому «Указатели» подано майже в чотири рази більше джерел ніж в «Опыте». Всього зареєстровано 554 номери за 1622—1857 рр. За складом покажчик наближався до загального покажчика з українознавства.
«Указатель источников» вийшов з посвятою Бодянському, саме він був першим учителем Лазаревського з бібліографії. Бодянський навчав старанності бібліографування та не прощав бібліографічних неточностей.
Паралельно з підготовкою «Указателя» Лазаревський розпочав роботу над складанням іншого великого посібника — «Украинская литературная летопись». Цей літопис він вів протягом трьох років — 1856—1858. За ці роки бібліограф зареєстрував 70 книг і статей.
«Летопись» являла собою критико-бібліографічний огляд поточної української та українознавчої літератури.

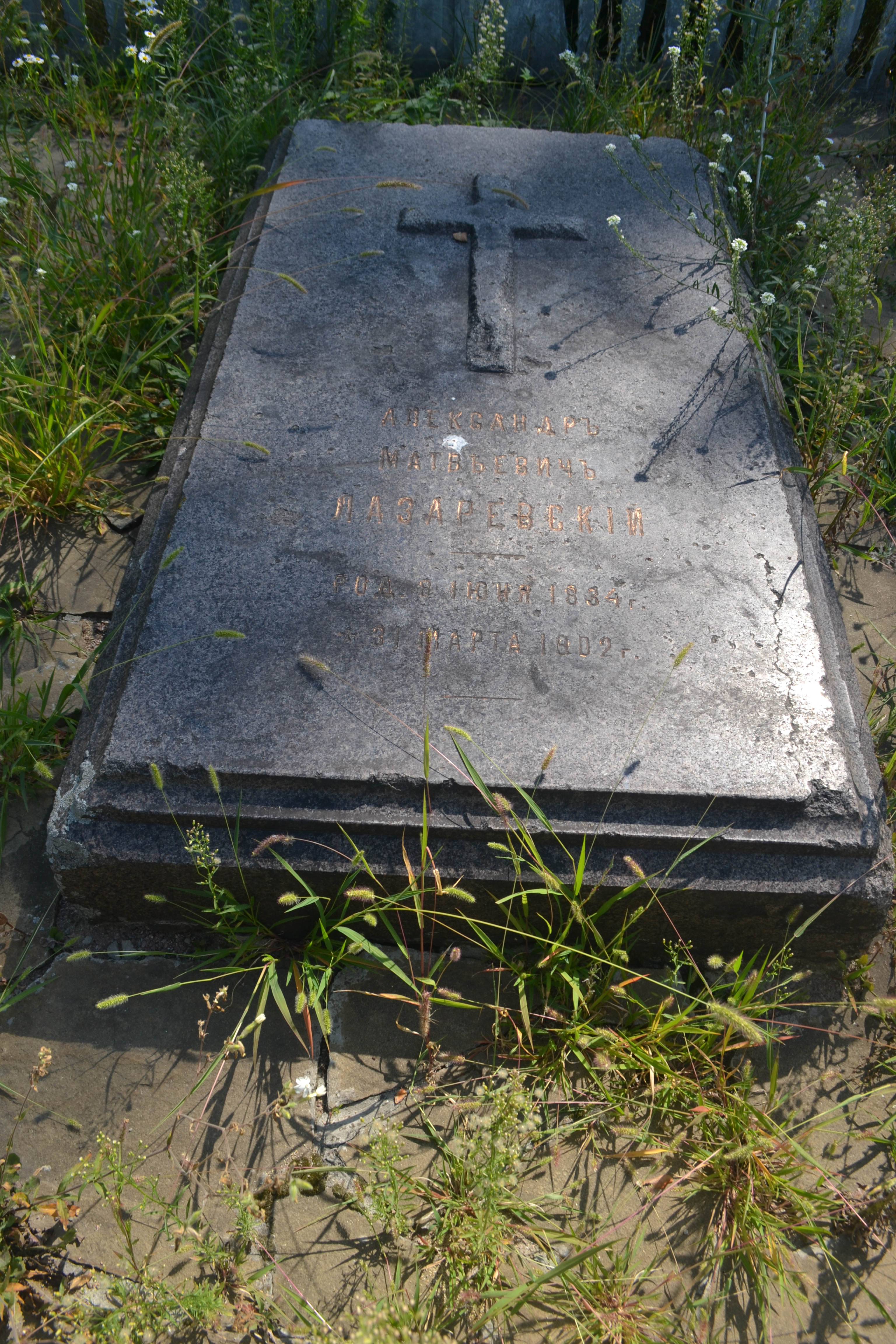
Могила О. Лазаревського у с. Шевченкове (Гирівці).

## Вшанування пам'яті
Краєзнавчий музей та одна з вулиць у м. Конотоп носить ім'я О. М. Лазаревського.
У Чернігові існує вулиця Олександра Лазаревського.
Навчально-науковий інститут історії, етнології та правознавства імені О.М. Лазаревського у Чернігові названий іменем видатного історика.
У Києві існує вулиця Олександра Лазаревського. Під час німецької окупації на честь Лазаревського була перейменована інша вулиця (зараз вулиця Вільгельма Котарбінського).

## Праці
- Исторический очерк Батурина (1625—1760) [Архівовано 16 квітня 2016 у Wayback Machine.]/ А. Лазаревский. — Киев: Типогр. В. И. Завадзкого, 1891. — 18 с. — Оттиск из 6 книги «Чтений в Историческом обществе Нестора Летописца»;
- О собирании материалов для истории освобождения крестьян от крепостной зависимости в пяти губерниях Киевского учебного округа [Архівовано 4 березня 2016 у Wayback Machine.]/Ал. Лазаревский. — [б.м.]: [б.вид.]. — 8 с. — Авт. указ. в коце статьи. — Отд. оттиск.;
- По поводу ста лет от смерти графа П. А. Румянцева [Архівовано 27 листопада 2020 у Wayback Machine.]/Ал. Лазаревский. — 16 с. — Отд. оттиск из «Киевской старины». — Конволют. Перепл. с перепиской П. А. Румянцева (6 писем);
- Старинные польско-русские календари [Архівовано 16 квітня 2016 у Wayback Machine.]/А. М. Лазаревского. — Киев: Типография Т. Г. Мейнандер, 1900. — 22 с.;
- Историко-статистические сведения о населенных местностях Конотопского уезда [Архівовано 16 квітня 2016 у Wayback Machine.]/Ал. Лазаревский. — Киев: ТИпография К. Н. Милевского, 1890. — 24 с. — Отд. оттиск из памятной книжки Конотопского земства.;
- Указатель источников для изучения Малороссийского края [Архівовано 16 квітня 2016 у Wayback Machine.]/Ал. Лазаревский. — Санкт-Петербург: В типографии Губернского правления, 1858. — II, 121 с. — Сост. указ. на стр. II.;
- Очерки, заметки и документы по истории Малороссии [Архівовано 16 квітня 2016 у Wayback Machine.] Ал. Лазаревского: С рис. Т. Г. Шевченко и портретом Мазепы. — Киев: типография Имп. Ун-та Св. Владимира, Н. Т. Корчак-Новицкого. 5. — 1899. — 148 с. — Отд. оттиск. — Библиогр.: ил.;
- Лубенщина и князья Вишневецкие: (1590—1648 гг.) [Архівовано 4 березня 2016 у Wayback Machine.]/Ал. Лазаревский. — Киев: Типография Н. Т. Корчак-Новицкого, 1896. — 56 с. — Отд. оттиск. — Библиогр.: ил.;
- «Сведения о церковных школах и богадельнях в старой Малороссии в XVIII в.»;
- «Сведения о детстве поэта Шевченка, по рассказам его сестры» (обе статьи в «Основе»);
- «Малороссийские посполитые крестьяне» («Записки Черн. Стат. Комитета», кн. 1, Чернигов, 1866);
- «Очерки старейших дворянских родов Черниговской губ.» (там же, кн. 2, вып. 1 и 2);
- «Очерки из жизни старой Малороссии: сотники, духовенство» («Рус. Архив», 1871 и 1873);
- «Очерки малороссийских фамилий» («Русск. Архив», 1875 и 1876);
- «Павел Полуботок» («Рус. Архив» 1880);
- «Люди старой Малороссии» («Киевская Старина», 1882, 1, 3, 8; 1884, 1; 1885, 5; 1886, 1, 7; 1887, 6, 7, 8; 1888, 11);
- «Полтавщина в XVII в.» («Киевская Старина», 1891, 9);
- «Из истории сел и селян левобережной Малороссии» («Киевская Старина», 1891, 1 и 11);
- «Описание старой Малороссии» (т. I, «Стародубский полк» [Архівовано 12 січня 2017 у Wayback Machine.], Киев, 1889; т. II, «Нежинский полк» [Архівовано 7 березня 2017 у Wayback Machine.], Киев, 1893; т. ІІІ, «Прилуцкий полк», Киев, 1902; здесь приведены все важнейшие сведения о заселении, землевладении и управлении Малороссии).

Видання Лазаревського
- «Обозрение Румянцевской описи Малороссии», Чернигов, 1866—85 (Л. принадлежит первая половина «Обозрения», вып. 1 и 2 и часть 3 до стр. 415);
- «Описание Черниговского наместничества, Д. Пащенка» («Записки Черн. Губ. Стат. Комитета», кн. 2, приложение);
- «Сулиминский архив» (Киев, 1884);
- «Мотыжинский архив» (Киев, 1890);
- «Генеральное следствие о маетностях Черниговского полка» (Чернигов, 1892).